# Логово дракона
Логово дракона (англ. Dragon's Lair) — американский приключенческий мультсериал, выдержанный в стилистике фэнтези, основанной на одноимённой компьютерной игре, выходивший на канале ABC, в субботу утром с 1984 по 1985 годы.

## Сюжет
Действие мультфильма разворачиваются в средневековье и основывается на одноимённой компьютерной игре. Отважный рыцарь сэр Дирк Бесстрашный (Dirk the Daring) защищает замок короля Этельреда и его дочь Дафни от различных монстров, злодеев и дракона Синджа.
С учётом того, что компьютерная игра содержала интерактивный элемент, где игроку предстояло сделать выбор, что меняло ход игры, аналогичную сюжетную составляющую также было решено сохранить. Перед каждым наступлением рекламной паузы, Дирк сталкивался с дилеммой, и, в соответствии с духом игры, рассказчик озвучивал варианты возможных действий. После рекламной паузы, проигрывались исходы различных вариантов. Дирк почти всегда принимал правильные решения (хотя бывали и исключения).
Также в мультфильме появляются и отрицательные персонажи (враги) из игры, кроме Синджа и его головорезов это король Ящеров, рыцарь-призрак, болотный монстр и другие.

## Персонажи
В мультфильме присутствуют как персонажи взятые из игры, так и добавленные специально для сериала
- Дирк Бесстрашный — главный герой, отважный рыцарь, ловкий и сильный, при этом весьма рассудительный. По сравнению с игрой его образ стал более мягким и радушным
- Принцесса Дафни — дочь короля Этельреда, непоседливая девчонка, постоянно лезущая в самую гущу событий. Питает определённые симпатии к Дирку. С учётом детской аудитории, на которую был рассчитан сериал, её образ был сильно подкорректирован по сравнению с игрой, в частности он стал менее откровенным
- Тимати — оруженосец Дирка, мечтает стать рыцарем, трусоват и немного неуклюж, зато находчив и справедлив
- Бертрам — конь Дирка, хоть и не разговаривает, но все понимает и постоянно помогает хозяину и его друзьям
- Этельред — любимый подданными король, отец Дафни и господин Дирка. Мечтателен и часто вспоминает былые годы, когда он сам был молодым рыцарем
- Сэр Блант — бестолковый рыцарь при дворе Этельреда, заносчив, мнит себя героем, недолюбливает Дирка и всегда делает из плохого положения дел худшее.
- Синдж — огромный дракон, живущий в собственном замке, практикует магию. Покушается захватить замок Этельреда, для чего, обычно, использует неистовых головорезов (Giddy Goons) и грязечеловеков (Mudmen) и различные хитрости.

## Список серий
| №. | Название серии                  | Дата трансляции | Описание |
| -- | ------------------------------- | --------------- | --- |
| 1  | Рассказ о заколдованном подарке | 08.09.1984      | Дирк дарит принцессе заколдованную статую сокола, который её и похищает.                                                                     |
| 2  | Поиск сэра Тимати               | 15.09.1984      | Оруженосец Тимати сталкивается с кознями короля ящеров и решает сорвать их                                                                   |
| 3  | Турнир рыцаря-призрака          | 22.09.1984      | Рыцарь-призрак похищает короля Этельреда прямо с турнира. Дирк бросается в погоню.                                                           |
| 4  | Проклятый молот Кузнеца         | 29.09.1984      | Хитрый колдун использует Дирка что получить проклятый молот                                                                                  |
| 5  | Бассейн молодости               | 06.10.1984      | Злая ведьма хочет вернуть себе былую силу, для чего ей нужен Бассейн молодости                                                               |
| 6  | Рассказ о Старом Альфе          | 13.10.1984      | Неуклюжий волшебник Альф ищет себе ученика, на эту роль соглашается принцесса Дафни                                                          |
| 7  | Песнь бубенцов                  | 20.10.1984      | Злой монстр похищает бубенцы, которые управляют погодой                                                                                      |
| 8  | Девушка из деревни Кроус-Вуд    | 27.10.1984      | Внезапно у Дафни обнаруживается девушка-двойник из селения Кроус-Вуд                                                                         |
| 9  | Зеркало, Зеркало                | 03.11.1984      | Синдж использует волшебное зеркало, что бы принять облик Дирка и творить под его личиной всякие гадости.                                     |
| 10 | Снежная ведьма                  | 10.11.1984      | Дирка и Этельреда похищает Снежная ведьма, а Дафни и Тимати пытаются их спасти                                                               |
| 11 | Сказ о новом мече Дирка         | 17.11.1984      | Тролли готовят атаку на замок Этельреда, Дирк должен остановить их. Но при этом он теряет свой меч.                                          |
| 12 | Легенда об имени великана       | 24.11.1984      | Синдж насылает на королевство Этельреда злого великана                                                                                       |
| 13 | Туман желаний                   | 01.12.1984      | Синдж захватывает обитателя чудесной страны и заставляет изготовить его «туман желаний», вдохнув который он сможет исполнить все что захочет |

## DVD-релиз
В 2011 году студия Warner Bros. выпустила все серии «Логова Дракона» на DVD с региональным кодом № 1. что предусматривает его доступность только для США.